# Le Voïévode (opéra)
Pour les articles homonymes, voir Le Voïévode.
Le Voïévode (en russe : Воевода), op. 3, est un opéra en trois actes et quatre tableaux de Piotr Ilitch Tchaïkovski, basé sur l'intrigue d'une comédie d'Alexandre Ostrovski. Il s’agit du premier opéra achevé de Tchaïkovski, composé et orchestré entre mars 1867 et juillet 1868, et bien que le compositeur ait détruit la partition par la suite, il a été reconstruit après sa mort à partir d’esquisses et du matériel d’orchestre utilisé pour les premières représentations.

## Genèse

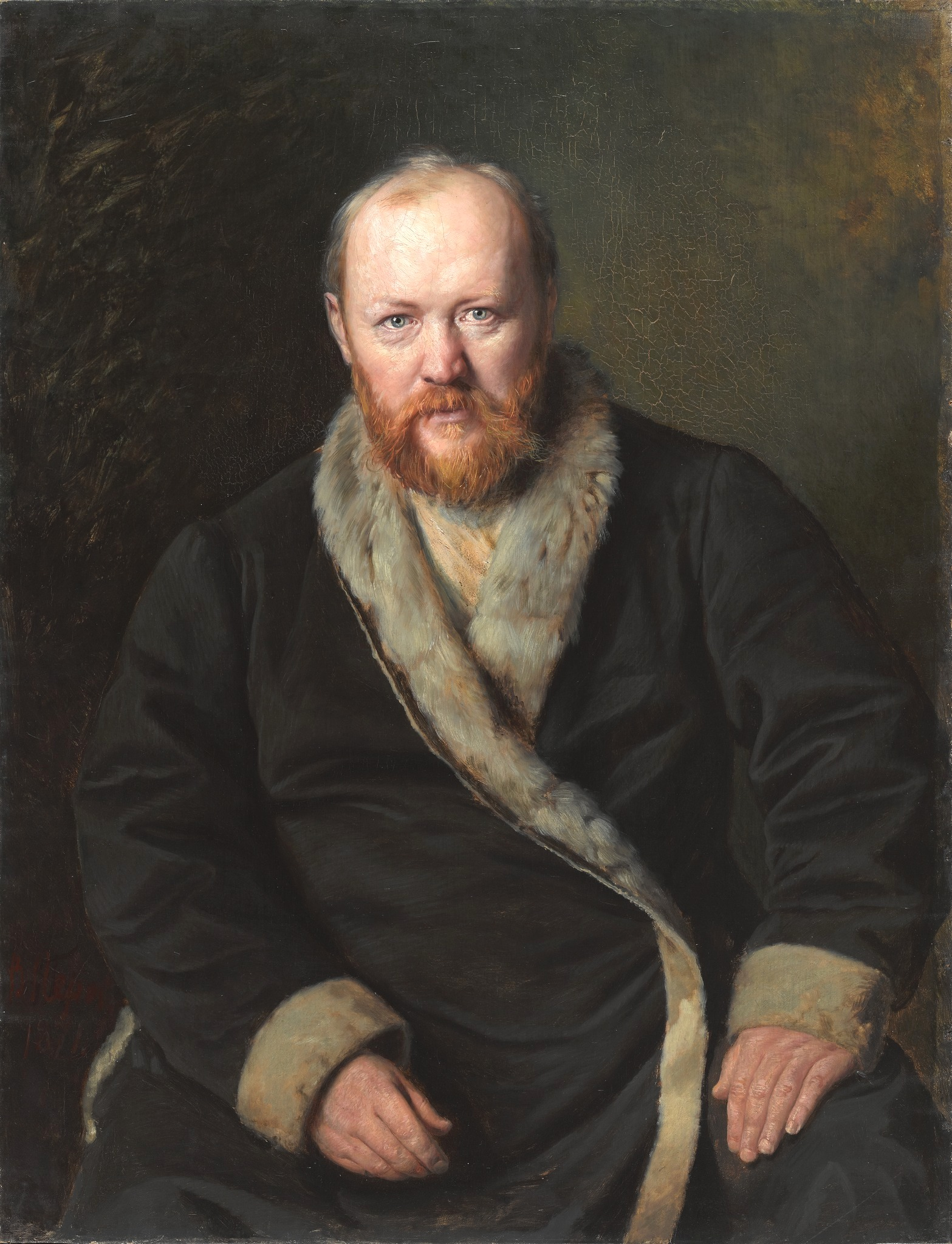
Portrait d’Alexandre Ostrovski par Vassili Perov.

Après avoir composé en 1864 l’ouverture L’Orage inspiré d’une pièce d’Ostrovski, Tchaïkovski manifeste au dramaturge son intention d’écrire un opéra sur le même sujet. Ayant confié ce projet à un autre compositeur, Ostrovski, pour se faire pardonner, propose à Tchaïkovski d’adapter une autre de ses pièces intitulée Un rêve sur la Volga, scènes de la vie du peuple au XVIIe siècle.
La première référence à l'opéra figure dans une lettre de Tchaïkovski à son frère Anatole du 20 novembre 1866 : « Je suis maintenant occupé à réviser la symphonie et puis, peut-être, pourrais-je éventuellement commencer à travailler sur l’opéra. Il y a de l'espoir qu'Ostrovski lui-même m'écrive le livret du Voïévode. »
Alexandre Ostrovski adresse au compositeur le livret du premier acte de l'opéra en mars 1867. Dans le cahier contenant les croquis de l'opéra, Tchaïkovski indique avoir reçu le livret le 17 mars et avoir commencé à composer trois jours plus tard. Le travail sur le premier acte se poursuit en avril, mais au début du mois de mai, Tchaïkovski perd le livret sans avoir recopié le texte dans la partition (comme il le confesse à Anatole Tchaïkovski le 3 juin) et il est contraint de demander à Ostrovski de lui fournir une nouvelle copie du texte. Tchaïkovski met à profit ce contretemps pour réviser ses Danses caractéristiques composées en 1865 et que Johann Strauss avait dirigées à Pavlosk la même année ; elles deviendront les Danses des femmes de chambre qui ouvrent le deuxième tableau du deuxième acte.
Avant de quitter Moscou pour ses vacances d'été à Hapsal, Tchaikovski va rendre visite à Alexandre Ostrovski, qui n’est déjà plus là, comme il l'indique à l'écrivain le 22 juin 1867:
« Vous étiez déjà à la campagne. J'étais très contrarié de passer tout l’été sans avoir une seule ligne du livret, mais maintenant je suis plutôt content que cela soit le cas, car je suppose que vous n'avez même pas commencé le deuxième acte, et cela pourrait me permettre de vous suggérer le nouveau plan suivant : après le duo entre Doubrovine et Bastroukov, je voudrais beaucoup introduire Oliona dans cet acte, avec les éléments suivants permettant de justifier son apparition:

Indignée par le traitement irrespectueux du Voïvode envers sa nouvelle maîtresse, et voyant une analogie claire entre la situation de la jeune femme et la sienne, elle arrive pour dire à Doubrovine qu'il est impossible de supporter tout cela plus longtemps, qu'il est temps d'agir, et que, joignant ses forces à Bastroukov, il devrait profiter de l'absence du Voïvode, entrer dans la chambre de la tour et les sauver tous les deux. Puis, les trois (Doubr[ovine], Bastr[oukov], Oliona) s'accordent sur leur plan d'action (ici il y a un trio) et, apprenant que le Voïvode, qui est sur le point de partir en pèlerinage, approche, ils se séparent. Après cela, l'acte se poursuit conformément au schéma précédent.

Si vous êtes d'accord avec ces changements, alors nous pourrions peut-être nous passer du premier tableau du deuxième acte. »

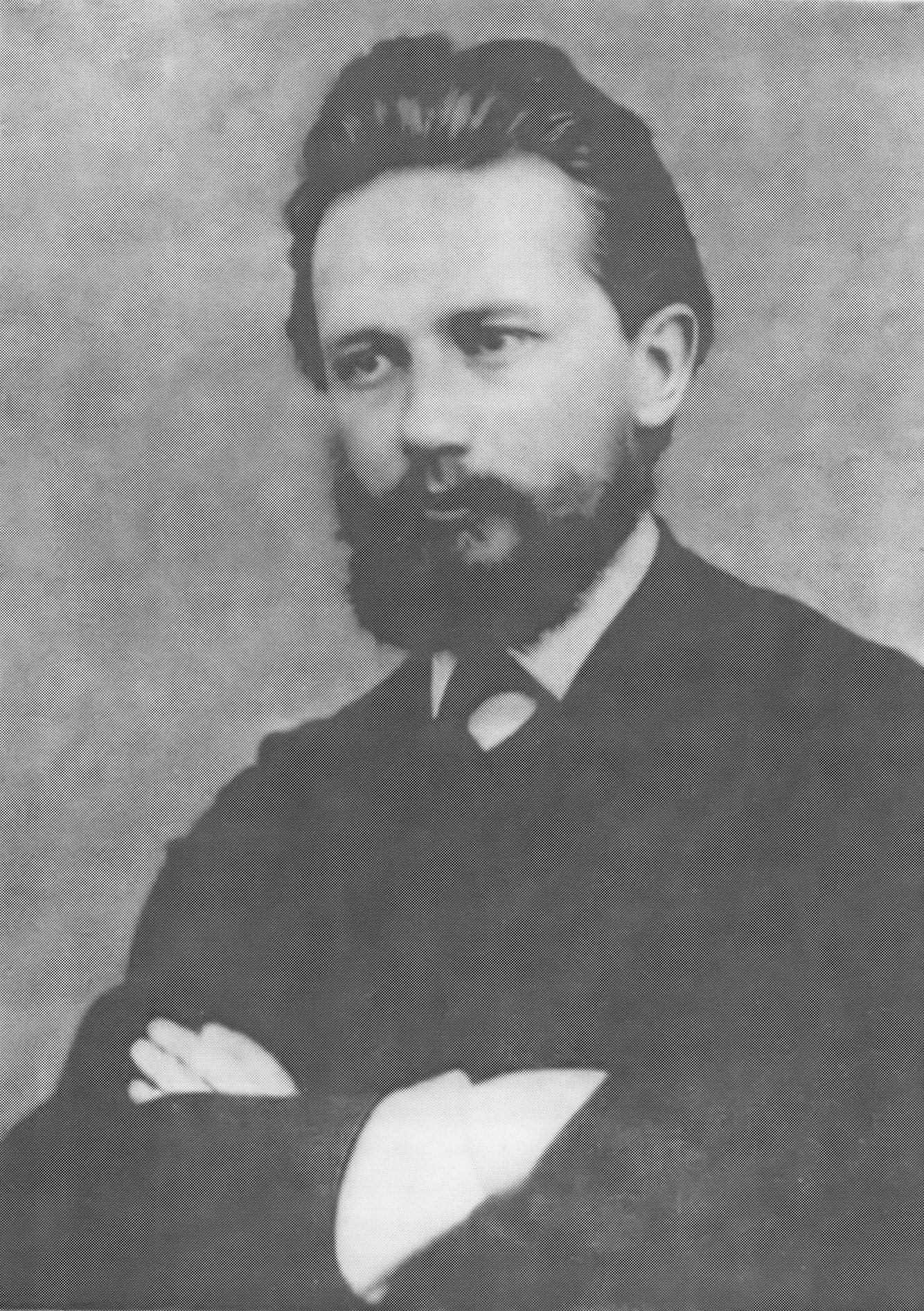
Photographie de Tchaïkovski en 1868.

À la fin de sa lettre, Tchaïkovski prévient Alexandre Ostrovski: « Je vous demande de ne pas vous presser; je passerai l'été à terminer l'orchestration du premier acte; puis pendant l'hiver et l'été prochain, j'espère écrire les trois autres », ce qui laisse supposer qu’à ce moment, l’opéra devait comporter quatre actes.
Le journal d'Alexandre Ostrovski fait référence à son travail sur le livret. Il commence le 16 juin 1867, mais le travail est continuellement interrompu, car en même temps Ostrovski écrit un livret pour l'opéra d'Alexandre Serov, La Puissance de l'ennemi. D’après son journal, il semblerait qu'il ait été beaucoup plus intéressé par ce dernier projet que par Le Voïévode, qu’il a quelque peu délaissé. Le 29 juin, Ostrovski envoie à Tchaïkovski la partie du livret qui était prête, avec une lettre d’excuse : « Je suis désolé d'avoir tardé sur votre livret, j'ai eu beaucoup à faire. J'envoie tout ce que j'ai réussi à écrire, et le reste suivra sous peu ... N'ayez crainte, cher Monsieur, je tiendrai ma promesse ». Néanmoins, à en juger par ses entrées dans son journal, Ostrovski n'a réalisé aucun travail significatif sur le livret du Voïévode au cours de l'été.
À son retour à Moscou le 12 septembre, Tchaïkovski relance Alexandre Ostrovski et, le même jour, il écrit à son frère Anatole : « Ostrovski continue de me tromper ; à Saint-Pétersbourg, j'ai lu dans les journaux qu'il avait terminé mon livret, mais c’est complètement faux, et j'ai eu beaucoup de difficultés à lui arracher la moitié d'un acte », faisant référence au livret du premier tableau du deuxième l'acte. Le 2 octobre, Tchaïkovski demande à nouveau le livret à Ostrovski: « Pour le bien de tout ce qui est saint, trouvez un moment de libre et terminez ce que vous m'avez promis. Je ne peux rien faire sans les scènes manquantes du deuxième acte ». Le 9 octobre, les travaux sur l'opéra reprennent : « L'opéra prend progressivement forme; Ostrovski est parti pour un certain temps à Saint-Pétersbourg; à son retour, je me jetterai sur lui ».
Cependant, la collaboration de Tchaïkovski avec Alexandre Ostrovski sur Le Voïévode ne reprendra jamais. En 1882, le compositeur écrit à Sergueï Taneïev à ce sujet: « Cet homme très aimable [Ostrovski] ... a écrit le premier acte et le premier tableau du deuxième acte. J'ai commencé à composer, mais après avoir travaillé sur le premier acte, j’ai été déçu par le sujet et la musique que j'avais écrite; j'ai décidé d'abandonner la composition et n'ai plus dérangé Ostrovski. Mais il se trouve que la chanteuse Menchikova voulait un nouvel opéra où elle pourrait briller, et elle a insisté pour que je termine l'opéra; j'ai donc bricolé le reste (le livret et la musique). »
Les difficultés du compositeur à obtenir le reste du livret d'Alexandre Ostrovski constituent un obstacle à tout progrès significatif au cours de l'automne, jusqu'à ce que Tchaïkovski prenne la décision de terminer lui-même le reste de l'opéra. Le 7 décembre 1867, il écrit à son frère Modeste : « L'opéra avance bien maintenant; l'intégralité du troisième acte est écrit, et les danses du deuxième acte, que j'ai orchestrées à Hapsal, seront jouées lors du prochain concert ». Lors de ce concert de la Société musicale russe (qui a lieu le 14 décembre) dirigé par Nikolaï Rubinstein, les danses rencontrent un tel succès que Jurgenson, l’éditeur de Tchaïkovski, lui demande de les arranger pour piano seul et piano à quatre mains.
Il n’est pas possible d’établir précisément les progrès de la composition au cours de l’hiver 1868, mais à la fin février 1868, Tchaïkovski orchestre le troisième acte, comme l’atteste une lettre à son frère Anatole : « Au cours des derniers jours, j’ai commencé à orchestrer le troisième acte. Je veux vraiment finir l'opéra d'ici l'été » .
À la fin juin, Tchaïkovski part pour Paris, où il termine l’orchestration de l’opéra au cours de l’été.

## Argument
L’action se passe au XVIIe siècle, dans une ville sur la Volga.

### Acte I
Le jardin de Vlas Dioujoï, un riche marchand.
- No 1 Chœur des jeunes filles « Une cane nageait dans la mer » et scène : Maria Vlassievna, fille du marchand Vlas Dioujoï, se promène dans le jardin de sa maison avec des amies qui chantent un air traditionnel. Inquiète, elle évoque avec sa nourrice Nedviga le mariage prochain de sa sœur aînée avec le riche et brutal Netchaï Chalyguine, voïvode de la province.
- No 2 Arioso, ballade de Maria Vlassievna et duo : pour échapper à sa mélancolie, Maria commence à raconter l’histoire d’une belle jeune fille enfermée dans une haute tour; mais, ne se rappelant plus de la fin, elle imagine que l’amoureux de la belle arrive à la rejoindre en trompant les gardes. Nedviga reproche aux jeunes filles de ne penser qu’à l’amour et toutes rentrent dans la maison.
- No 3 Scène avec chœur : Bastroukov, accompagné de son serviteur Rezvoï et de sa suite, arrive dans le jardin où il espère voir celle qu’il aime.
- No 4 Récitatif et air de Bastroukov : en l’absence de Maria, Bastroukov chante son amour pour elle.
- No 5 Scène et duo de Maria Vlassievna et Bastroukov : Maria retrouve finalement Bastroukov qui la presse de fuir avec lui. La jeune fille lui répond qu’elle ne le suivra que si son père la force à épouser un autre homme.
- No 6 Scène : Rezvoï prévient alors son maître de l’arrivée du voïvode, et tous vont se cacher.
- No 7 Scène : le père de Maria invite le voïvode à boire avec lui en l’honneur du prochain mariage de ce dernier avec sa fille ainée, Praskovia, mais le voïvode exige de la voir au préalable. Son bouffon découvre alors Maria et la pousse devant son maître. Celui-ci, séduit par sa beauté, reproche alors aux parents de la jeune fille d’avoir cherché à le tromper en lui faisant épouser la plus laide de la famille et déclare son intention de se marier avec Maria. La mère de la jeune fille est outrée du comportement du voïvode tandis que son mari essaie de temporiser.
- No 8 Quatuor et scène : Maria, ses parents et le voïvode expriment leurs sentiments respectifs dans un quatuor à l’issue duquel le voïvode maintient sa décision de se marier avec Maria. Tous rentrent dans la maison.
- No 9 Finale et sextuor avec chœur : Bastroukov, qui a tout entendu, prépare l’enlèvement de Maria avec ses hommes. Mais, le bouffon du voïvode espionnait le jeune homme et va prévenir son maître. La tentative d’évasion de Maria échoue grâce à l’intervention de la troupe du voïvode et Bastroukov, après avoir dit adieu à celle qu’il aime, réussit à échapper au Voïvode qui jure de se venger.

### Acte II

#### Tableau 1
Le hall d’entrée de la maison de Bastroukov.
- No 1 Chœur des domestiques : à la lueur de lanternes et de torches, les serviteurs de Bastroukov attendent anxieusement le retour de leur maître.
- No 2 Air de Bastroukov et scène : le jeune homme, complètement désespéré, ne sait comment récupérer celle qu’il aime. Son serviteur le prévient alors qu’un vagabond souhaite le rencontrer.
- No 3 Scène : le vagabond en question s’appelle Roman Doubrovine. Il raconte à Bastroukov que le voïvode a enlevé son épouse il y a deux ans, et propose au jeune homme un plan pour libérer les deux femmes.

#### Tableau 2
Les appartements de Maria dans le palais du voïvode.
- No 4 Entracte et danses des femmes de chambre : les femmes de chambre de Maria dansent autour de la jeune fille qui sommeille avec sa nourrice.
- No 5 Scène et ballade de Maria Vlassievna : ses servantes sorties, Maria chante pour elle-même l’air douloureux du rossignol, symbole des amours sans espoir.
- No 6 Scène : Oliona, l’épouse de Doubrovine reléguée au rang de servante par le voïvode, rejoint Maria. Elle la prévient de se tenir prête car on l’a informée du projet d’enlèvement préparé par son mari et Bastroukov.
- No 7 Duo : les deux femmes se réjouissent à l’idée de bientôt pouvoir s’échapper.
- No 8 Duo : puis, les élans deviennent plus passionnés avec la perspective de retrouver ceux qu’elles aiment.
- No 9 Scène et chœur : les servantes reviennent en chantant tandis que Maria fait savoir que désormais, elle veut qu’Oliona demeure toujours avec elle.

### Acte III
Une cour dans le palais du voïvode, avec, sur un côté, une tour et un escalier.

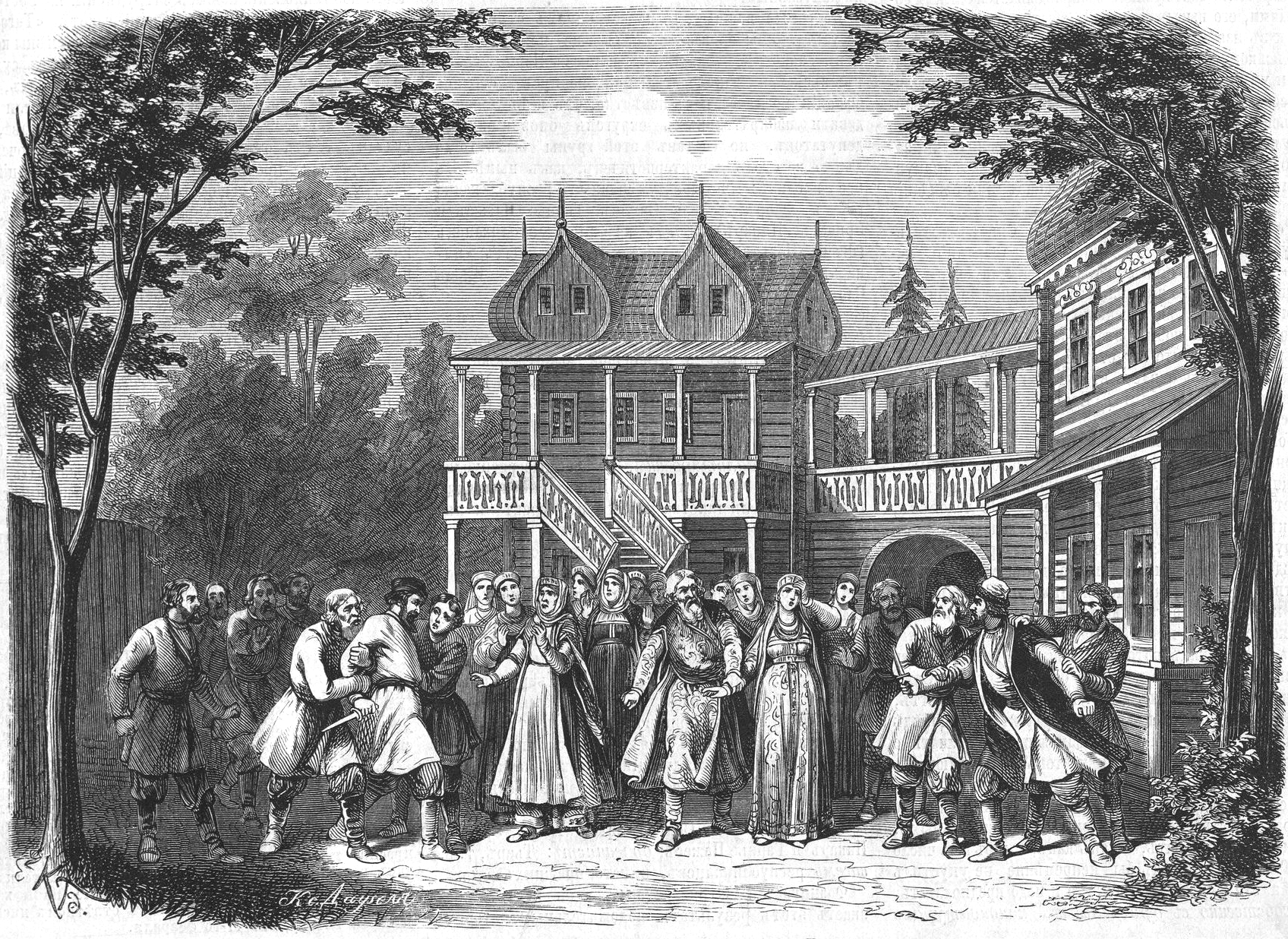
Dessin paru dans le N° 22 d’Illustration mondiale du 24 mai 1869 représentant la dernière scène de l’opéra.

- No 1 Air de Doubrovine : les gardes du voïvode se sont endormis après que Doubrovine les a fait boire. Ce dernier, accompagné de Bastroukov, attend dans une cour du palais du voïvode, un peu anxieux quant à la réussite du projet de sauvetage.
- No 2 Scène : Maria et Oliona retrouvent les deux hommes.
- No 3 Quatuor : les deux couples se laissent aller à la joie des retrouvailles.
- No 4 Scène : Doubrovine et Oliona s’isolent pour se raconter ce qui leur est arrivé depuis leur séparation, il y a deux ans. Chacun assure l’autre de sa fidélité à leur amour.
- No 5 Duo : le couple se jure un amour éternel et se réjouit à l’idée de ne plus jamais être séparés.
- No 6 Scène et quatuor : Maria et Bastroukov reviennent, les deux couples redisant leur joie d’être à nouveau ensemble.
- No 7 Scène : le voïvode surgit alors et fait arrêter les fuyards en promettant une mort prochaine aux deux hommes.
- No 8 Quintette : les deux couples se font leurs adieux tandis que le voïvode menace Maria de la faire exécuter également si elle ne se résout pas à l’épouser.
- No 9 Quintette avec chœur et scène : la foule commence à envahir la cour en désapprouvant les actes du Voïvode qui entraîne Maria à l’intérieur de son palais.
- No 10 Scène : la jeune fille réussit à s’échapper et déclare préférer mourir avec celui qu’elle aime.
- No 11 Finale : des fanfares retentissent soudain, annonçant l’arrivée d’un nouveau voïvode. Informé du comportement de son prédécesseur, il le met aux arrêts tandis que tous entonnent un chant de joie célébrant la gloire du peuple russe.

## Création

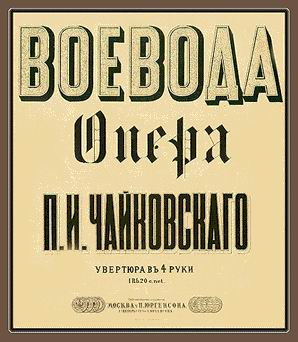
Affiche de la création de l’opéra en 1869.

La création de l'opéra est initialement prévue le 23 octobre 1868, et les répétitions commencent mi-septembre. Tchaïkovski, qui est tenu d'y assister, estime qu’il est impossible pour les interprètes d'apprendre l'opéra si rapidement. Le 7 octobre, il écrit à son frère Anatole que la première a été reportée:
« Tu sais déjà que mon opéra devait être créé en octobre; les parties avaient été copiées et les répétitions, auxquelles je devais assister, avaient commencé. (…) Voyant qu’il n’était pas possible de produire l’opéra en si peu de temps, j’ai fait remarquer au directeur local que la présence de la troupe de l’Opéra italien perturbait le travail du chœur et de l’orchestre, et que, dans ces conditions, je ne leur donnerais pas la partition complète... Les répétitions ont donc été suspendues et la création de l'opéra différée jusqu'au départ des Italiens. »
Une nouvelle date pour la première est fixée pour décembre 1868, mais la création est de nouveau reportée. Elle aura finalement lieu le 11 février 1869 au Théâtre Bolchoï, au profit de l'artiste Alexandra Menchikova. Il semblerait qu’en dépit d’un ténor paralysé par le trac « qui par deux fois faillit s’évanouir » , la première soirée se soit bien déroulée comme l’écrit Tchaïkovski à son frère Modeste : « Le Voïévode a eu un beau succès, en dépit d’un livret abominable. J’ai été rappelé 15 fois, et on m’a offert une couronne de lauriers » .
Pourtant, après de nouvelles représentations les 16, 23 et 28 février, 9 mars (deuxième acte uniquement) et 14 mars 1869, l'opéra est retiré du répertoire pour ne plus jamais être joué du vivant du compositeur.

### Orchestration
| Instrumentation du Voïévode                                                                  |
| Bois                                                                                         |
| 1 piccolo, 2 flûtes, 2 hautbois, 1 cor anglais, 2 clarinettes (en si bémol et la), 2 bassons |
| Cuivres                                                                                      |
| 4 cors (en fa), 2 trompettes (en si bémol), 3 trombones (2 ténors et 1 basse), 1 tuba        |
| Percussions                                                                                  |
| timbales, triangle, cymbales, grosse caisse                                                  |
| Cordes                                                                                       |
| 1 harpe, premiers violons, seconds violons, altos, violoncelles, contrebasses                |

### Interprètes de la création
| Rôle                                | Tessiture     | Distribution de la création (1869) Edouard Merten, dir. |
| ----------------------------------- | ------------- | ------------------------------------------------------- |
| Vlas Dioujoï, un riche marchand     | basse         | Platon Radoniejski                                      |
| Nastassia, son épouse               | soprano       | Anna Annienskaïa                                        |
| Maria Vlassievna, sa fille          | soprano       | Alexandra Menchikova                                    |
| Praskovia Vlassievna, sœur de Maria | soprano       | Zinaïda Kronenberg                                      |
| Nedviga, nourrice de Maria          | mezzo-soprano | Yelena Rozaniga                                         |
| Netchaï Chalyguine, Voïvode         | basse         | Ludovico Finocchi                                       |
| Bastroukov, fiancé de Maria         | ténor         | Alexander Rapport                                       |
| Roman Doubrovine, ami de Bastroukov | baryton       | Stepan Demidov                                          |
| Oliona, épouse de Doubrovine        | mezzo-soprano | Anna Ivanova                                            |
| Rezvoï, suivant de Bastroukov       | basse         | Konstantin Bojanovski                                   |
| Le bouffon du Voïvode               | ténor         | Alexandre Lavrov                                        |
| Le nouveau voïvode                  | basse         | Ivan Korine                                             |

### Histoire de la partition après la création
En 1868, Tchaïkovski compose un pot-pourri pour piano seul sur des thèmes de l'opéra, publié sous le pseudonyme de H. Cramer et en 1873, Jurgenson publie l’Entracte et les danses des femmes de chambre (n° 4 du deuxième acte).
Tchaïkovski détruit la partition dans les années 1870 et utilise des extraits de l'opéra pour d'autres œuvres, notamment son deuxième opéra L'Opritchnik et son ballet Le Lac des cygnes.
À l’occasion d’une reprise en 1886 de la pièce originale d'Ostrovski, Tchaïkovski compose un court mélodrame pour une scène, sans lien musical avec son opéra.
En juin 1890, le compositeur apporte quelques modifications à la fin de l’Entracte et des danses des femmes de chambre pour une nouvelle édition par Jurgenson, parue en 1891. Cette version révisée est jouée pour la première fois à l'Ozerki de Saint-Pétersbourg le 12 août 1890, sous la direction de Moritz Keller. Tchaïkovski dirige également ces danses lors du concert d'Alexandre Ziloti à Moscou le 18 novembre 1891, et lors des concerts de la Société musicale russe à Kiev les 2 et 3 janvier 1892. En 1892 et 1893, Jurgenson édite l'Ouverture de l’opéra qui sera, avec l’Entracte et les danses des femmes de chambre, les seuls morceaux de l'opéra à être publiés du vivant du compositeur.
Dans les années 1930, Sergueï Popov reprend le matériel d’orchestre des premières représentations pour reconstruire l'opéra, mais, victime des purges staliniennes, il est arrêté en 1942 et son travail ne sera jamais retrouvé. En 1948, une nouvelle version est réalisée par le musicologue Pavel Lamm, avec l'aide de Vissarion Chebaline et Boris Assafiev, Sergueï Gorodetski se chargeant d’écrire un nouveau texte pour le chœur final. L'opéra a été publié pour la première fois en 1953 dans cette version (partition complète et réduction pour piano et voix) dans le premier volume des œuvres complètes de Tchaïkovski, édité par Pavel Lamm.
Le 28 septembre 1949, l'opéra est représenté sur la scène du théâtre d'opéra Maly à Léningrad. Pour cette production, les pages manquantes de la partition sont complétées par Youri Kotchourov. Le chef d'orchestre est Edouard Grikourov, et les solistes: Nikolaï Boutiaguine (le voïévode), Arkadi Gourievitch (Dioujoï), Frederika Zass (Nastassia), Vera Koudiavtseva (Maria), Fiodor Androukovitch (Bastroukov), Lev Petrov (Doubrovine), Vera Ovcharenko (Oliona), Dmitri Silvestrov (Rezvoï), Fiodor Baraïev (le bouffon) et Ksenia Komissarova (Nedviga).

## Réception critique

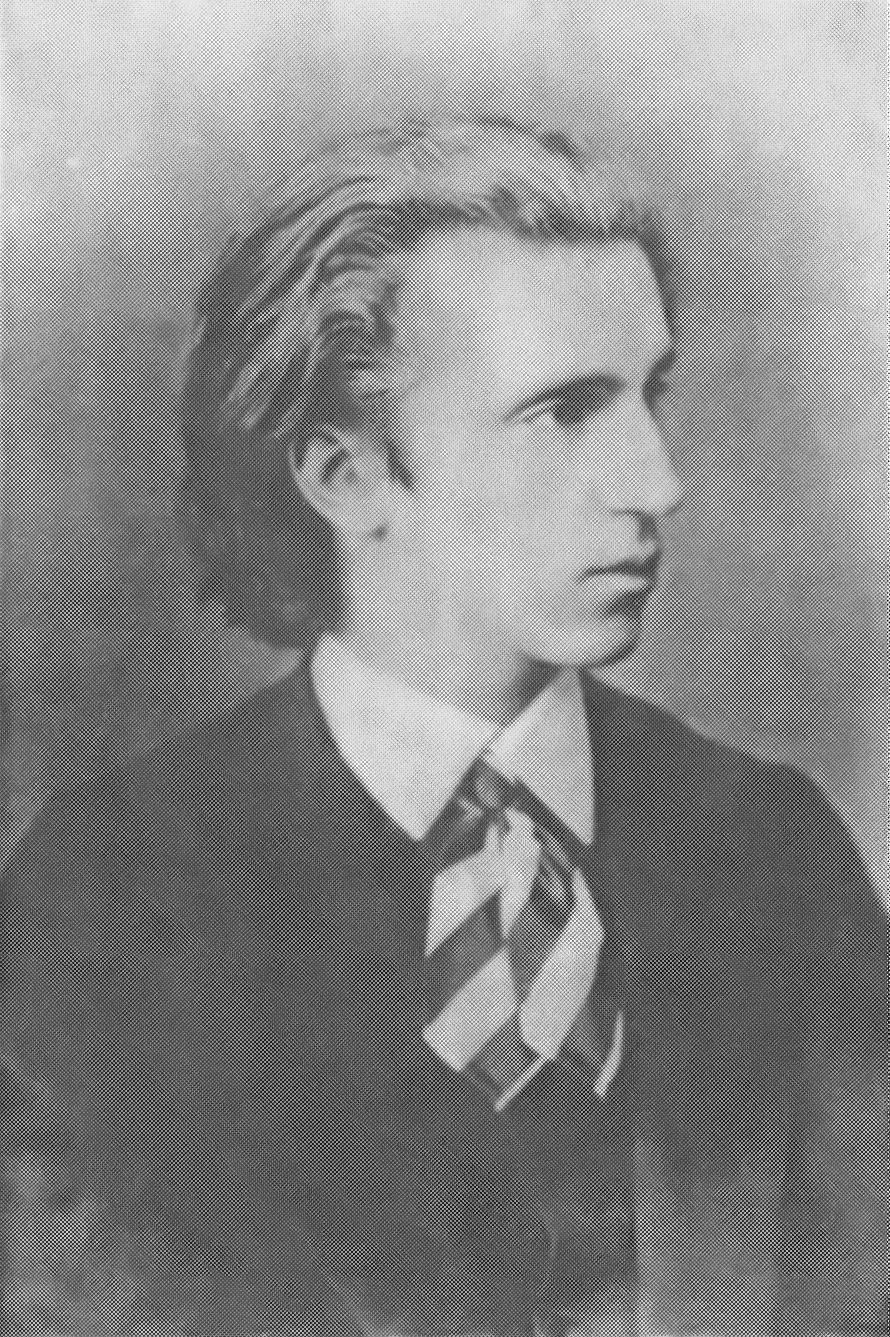
Photographie de Herman Laroche dans les années 1870.

Bien que Vladimir Odoïevski, écrivain russe, musicologue et théoricien ait noté dans son journal: « Cet opéra garantit un grand avenir à Tchaïkovski », Le Voïévode n'a pas été chaleureusement accueilli par la critique de l’époque. Un ami de Tchaïkovski, Herman Laroche, fait publier dans la Chronique contemporaine du 9 février 1869 un article extrêmement sévère, reprochant au compositeur son incapacité à maîtriser l’art de la scène et à exprimer son identité russe en restant inféodé aux modèles italien et allemand. Profondément blessé, Tchaïkovski rompra tout lien avec son ami pendant plus de deux ans.
Tchaïkovski finira cependant par approuver ce verdict, reconnaissant à son premier opéra une structure inadaptée à une représentation sur scène. Ainsi, dans une lettre à Nadejda von Meck du 9 décembre 1879, le compositeur écrit :
« Le Voïévode est sans conteste un très mauvais opéra. Je dis cela en prenant en compte non seulement les qualités musicales considérées séparément, mais aussi l’ensemble des conditions dont l’observation détermine la plus ou moins grande réussite d’un opéra.

Tout d’abord, le sujet ne vaut rien, car il est dépourvu d’intérêt dramatique et de mouvement.
Ensuite, l’opéra a été écrit de façon trop hâtive et irréfléchie, ce qui a donné des formes non opératoires et ne convenant pas aux exigences de la scène. J’ai simplement écrit de la musique sur un texte donné sans prendre aucunement en compte la différence infinie qui existe entre le style de l’opéra et le style symphonique. En composant un opéra, l’auteur doit constamment avoir la scène présente à l’esprit, c’est-à-dire se souvenir que le théâtre exige non seulement des mélodies et des harmonies, mais aussi une action, qu’on ne peut abuser de l’attention de l’auditeur qui est venu non seulement pour écouter mais aussi pour regarder, et enfin que le style de la musique théâtrale doit correspondre au style de la peinture décorative et donc être simple, clair et coloré. De même qu’un tableau de Meissonier serait privé de tout son charme et ne pourrait être jugé à sa valeur si on l’expose sur l’estrade d’un théâtre, ce qui ferait perdre de vue tous les charmes et les détails de ce genre de peinture, de même une musique, aux finesses harmoniques surabondantes serait perdue au théâtre, où l’auditeur a besoin de mélodies nettement délimitées et d’un dessin harmonique limpide. Dans Le Voïévode au contraire, j’ai précisément travaillé à ce développement en filigrane des thèmes, oubliant totalement la scène et toutes ses exigences. Ces exigences paralysent souvent, et dans une large mesure, l’inspiration musicale de l’auteur, et c’est pour cela que les genres de la musique symphonique et de la musique de chambre sont si différents de l’opéra. Dans une symphonie ou une sonate, je suis libre et n’ai à subir aucune contrainte. Mais à l’opéra, le langage musical s’adresse d’abord au public. Et encore une chose : l’opéra doit être joué plusieurs fois au cours d’une saison, ce qui le distingue fondamentalement d’une symphonie qui pourra n’être jouée qu’une fois tous les dix ans !!!
Le troisième défaut du Voïévode est un orchestre trop massif et la prédominance de ce dernier sur les voix. (…)

Tous ces défauts proviennent de l’inexpérience. Il est indispensable de passer par une série d’expériences ratées pour atteindre un degré de perfection concevable, et je n’ai nullement honte de mes échecs en matière d’opéra. Ils ont constitué pour moi des leçons et des indications utiles. »
Dans une lettre à Sergueï Taneïev du 10 novembre 1882, réagissant à la nouvelle qu'Anton Arenski travaillait sur un opéra sur le même sujet, Tchaïkovski écrit: « Je suis tellement heureux de savoir que désormais, je cesse définitivement d’être l'auteur du Voïévode ! Se souvenir de cet opéra, et aussi de L'Opritchnik, c'est comme se remémorer de mauvaises actions commises il y a longtemps ».

## Analyse
Hofmann qualifie le livret de « navet accompli »  tout en notant la présence du « fort joli » air du rossignol « où se révèle un procédé que Tchaïkovski utilisera fréquemment dans ses autres opéras : une sorte d’impressionnisme, ou presque de symbolisme musical et affectif. Au lieu de confier le soin à un protagoniste d’exprimer ses sentiments, Tchaïkovski lui fait chanter une mélodie dont le climat s’accorde avec son émotion… » .
Pour Lischke, la maladresse et l’insuffisance dynamique de l’action dramatique ne font que faire ressortir « la qualité indiscutable de certains épisodes musicaux, ainsi que (…) le sens déjà assez précis du portrait psychologique »  de Tchaïkovski. Parmi ces réussites, il cite la « pureté et la finesse exceptionnelles »  du chœur de femmes au début du premier acte, le quatuor vocal à la fin de ce même acte qui est « un des moments forts de l’œuvre » , le « magnifique » air du rossignol du deuxième tableau du deuxième acte et l’air de Doubrovine au troisième acte « empreint de ce mélange de grandeur, de lyrisme et de douleur dans lequel tout le Tchaïkovski des futurs opéras est présent » 
Kaminski note quant à lui que les péripéties du troisième acte « frisent le plagiat »  de L’Enlèvement au sérail tandis que le dénouement est calqué sur celui de Fidelio. « Pourtant, il y a là de fort jolies pages : le chœur initial et l’air de Maria, le quatuor Dioujoï/Nastassia/Maria/Voïévode (réécrit par Chébaline à partir d’esquisses), l’air italianisant de Bastrukov avec chœur, l’air de Maria dit « air du rossignol », d’origine populaire » .
Bastianelli souligne que Le Voïévode est l’une des œuvres du compositeur « où le goût de Tchaïkovski pour les mélodies russes est particulièrement sensible, et son ouverture plonge l’auditeur dans une ambiance musicale proche de celle d’Une nuit sur le mont Chauve de Moussorgski » .
Brown est lui plus sévère en estimant « qu’on ne peut pas dire que si Tchaïkovski avait réussi à détruire définitivement Le Voïévode, on serait beaucoup plus pauvre sur le plan musical » . En premier lieu, il qualifie l’intrigue de « mélodrame artificiel, avec des situations statiques et des personnages qui sont des clichés et non des êtres vivants » . En outre, il regrette que Tchaïkovski n’ait pas su unifier son discours musical, mêlant à des pages authentiquement russes (qui sont pour lui les meilleures, tels le chœur des jeunes filles au début du premier acte, l’air de Doubrovine à la fin du premier tableau du deuxième acte dont « la solennité simple (…) est presque moussorgskienne et fournit de loin le morceau dramatique le plus mémorable de tout l’opéra »  ou l’air du rossignol qui « est le véritable joyau musical de tout l’opéra » ) des italianismes au mieux conventionnels (comme l’air de Bastrukov au premier acte), au pire de mauvais goût. Tout le troisième acte est selon lui plombé par l’accumulation « d’ensembles éléphantesques »  tant et si bien que « l’intervention du nouveau Voïvode (…) constitue une délivrance, non seulement pour les couples, mais aussi pour le public » 

## Discographie
- 1952 – Daniil Demianov, Konstantin Poliaïev, Z. Sokolovskaïa, Natalia Rojdestvenskaïa, Anatoli Orfionov, Alexeï Korolev, Ludmilla Legostaïeva, Piotr Pontriaguine, Mikhail Skazine, orchestre et chœur de la radio de Moscou, Alexeï Kovalov (dir.) – Pristine Classical PACO112 (1CD)
- 1982 – Vladimir Matorine, Leonide Zimnenko, Alexandra Fatkina, Galina Kouznetsova, Lioudmilla Bondarenko, Anatoli Michtchevski, Oleg Klionov, Ioulia Abakoumovskaïa, V. Svistov, Vyatcheslav Voynarovsky, Nina Isakova, Grand Chœur Académique de la Télévision centrale et de la Radio de l’Union, Orchestre symphonique du Ministère de la Culture d’URSS, Vladimir Kojoukhar (dir.) – Melodiya MEL CD 10 01869 (2CD)